# 카 레초니코

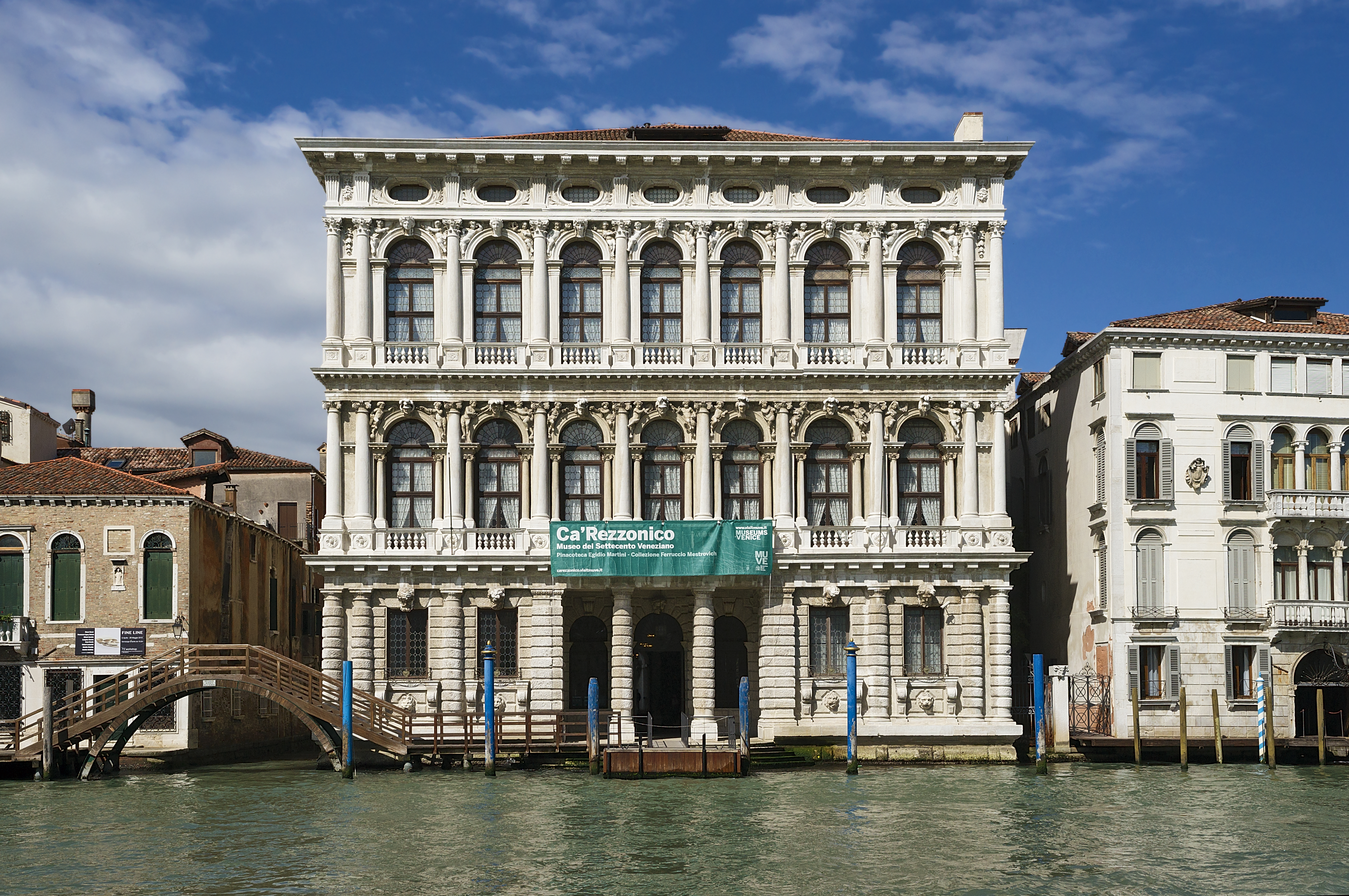
카 레초니코

카 레초니코(이탈리아어: Ca' Rezzonico)는 이탈리아 베네치아 카날 그란데에 있는 궁전이다. 현재는 18세기 무렵의 작품을 중심으로 한 18세기 베네치아 미술관(Museo del settecento veneziano)으로 공개되고 있다. 베네치아의 문화와 예술 유산을 간리하는 베네치아 시민 박물관 재단의 일원 중 하나이다.